# 纳密克
纳密克（?—?），明朝史料称之为也明（讹称“乜明”）或我命力，《蒙古遊牧記》称纳密克，蒙古文《大黄册》、《阿萨喇克齐史》称也密力。
纳密克是明朝中期蒙古察哈尔部人，博尔济吉特氏。达延汗之孙，兀鲁思孛罗（或图鲁博罗特，存在争议）之子，博迪之弟。他被达延汗封到察哈尔万户形成了汗斡尔朵直属部众和左右翼八鄂托克。其子挨大笔失（阿牙台皮，脑毛大之父）、贝玛土谢图。贝玛土谢图之子额参委正的后裔为奈曼部，另一子岱青杜楞的后裔为敖汉部。